# 派恩克利夫 (科羅拉多州)
派恩克利夫（英語：Pinecliffe）是位於美國科羅拉多州圓石縣的一個非建制地區。

## 地理
派恩克利夫的座標為40°55′54″N 105°25′44″W / 40.93167°N 105.42889°W，而該地最高點為海拔高度2441米（即8009英尺）。

## 人口
根據2010年美國人口普查的數據，派恩克利夫的面積為5.00平方千米，當中陸地面積為5.00平方千米，而水域面積為5.00平方千米。當地共有人口500人，而人口密度為每平方千米100人。